# Dimitrije Nadaški
Dimitrije Nadaški (serbisch-kyrillisch Димитрије Надашки; * 11. Januar 1988 in Novi Sad, SFR Jugoslawien) ist ein ehemaliger serbischer Eishockeyspieler, der den Großteil seiner Karriere beim HK Vojvodina Novi Sad in der serbischen Eishockeyliga unter Vertrag stand.         

## Karriere
Dimitrije Nadaški begann seine Karriere als Eishockeyspieler in seiner Heimatstadt in der Nachwuchsabteilung des HK Vojvodina Novi Sad, für den er seit 2002 in der serbisch-montenegrinischen Eishockeyliga (bis 2003: jugoslawische Eishockeyliga) spielte. 2003 wurde er mit dem Klub jugoslawischer und 2004 serbisch-montenegrinischer Meister. Nachdem er die Spielzeit 2005/06 beim Team der Albany Academie in den Vereinigten Staaten verbracht hatte, war er ab 2007 wieder für Vojvodina in der serbischen Liga aktiv und gewann mit dem Klub 2009 die Pannonische Liga. Nachdem die Spielzeit 2011/12 nach nur zwei Spieltagen abgebrochen worden war und Vojvodina für die folgende Saison keine Spielerlaubnis bekommen hatte, wechselte er 2013 zum Lokalrivalen HK NS Stars. Mit der Rückkehr Vojvodinas in die serbische Liga 2015 schloss er sich wieder seinem Stammverein an, wo er 2019 seine Karriere beendete.

### International
Für Serbien und Montenegro nahm Nadaški an den U18-Weltmeisterschaften der Division II 2003, 2004, 2005 und 2006 teil. Anschließend spielte er für Serbien und Montenegro bei den U20-Division-II-Wettkämpfen 2004 und 2005. Nach der Abspaltung Montenegros nahm er für die rein serbische Mannschaft noch an der U20-Weltmeisterschaft 2008 in der Division III teil.
Im Herrenbereich debütierte Nadaški international für die serbische Nationalmannschaft bei der Weltmeisterschaft 2008 in der Division II. Zudem nahm er für Serbien an der Qualifikation für die Olympischen Winterspiele in Vancouver 2010 teil.

## Erfolge und Auszeichnungen
- 2003 Jugoslawischer Meister mit dem HK Vojvodina Novi Sad
- 2004 Serbisch-Montenegrinischer Meister mit dem HK Vojvodina Novi Sad
- 2008 Aufstieg in die Division II bei der U20-Weltmeisterschaft der Division II
- 2009 Gewinn der pannonischen Liga mit dem HK Vojvodina Novi Sad